# Aisthetowithius rossi
Genre
Espèce
Aisthetowithius rossi, unique représentant du genre Aisthetowithius, est une espèce de pseudoscorpions de la famille des Withiidae.

## Distribution
Cette espèce se rencontre au Kenya et en Tanzanie.

## Description
Le mâle holotype mesure 3,5 mm et la femelle paratype 4 mm

## Étymologie
Cette espèce est nommée en l'honneur d'Edward Shearman Ross.

## Publication originale
- Beier, 1967 : Pseudoskorpione aus dem tropischen Ostafrika (Kenya, Tansania, Uganda, etc.). Annalen des Naturhistorischen Museums in Wien, vol. 70, p. 73-93 (texte intégral).